# Церква Успіння Пресвятої Богородиці (Городище)
Церква Успіння Пресвятої Богородиці в Городищі — парафія і храм греко-католицької громади Залозецького деканату Тернопільсько-Зборівської архієпархії Української греко-католицької церкви в селі Городище Тернопільського району Тернопільської области.

## Історія церкви
Парафія заснована у 1900 році, а будівництво храму завершилося у 1906 році. Того ж року його освятив Галицький митрополит Андрей Шептицький. До 1946 року церква належала громаді УГКЦ, а потім, у 1990 році, парафія і храм знову повернулися в лоно УГКЦ.
У 2008 році з єпископською візитацією парафію відвідав владика Василій Семенюк. При парафії діє братство Матері Божої Неустанної Помочі. Парафія також володіє парафіяльним будинком.

## Парохи
- о. Іван Наворецький,
- о. Михайло Чайковський,
- о. Михайло Пошва,
- о. Андрій Дуткевич,
- о. Григорій Мисан,
- о. Олег Кожушко,
- о. Віталій Деркач (з 2007).